# Astana Pro Team/2018
Deze pagina geeft een overzicht van de Astana Pro Team-wielerploeg in  2018.

## Renners
| Naam                | Geboortedatum | Nationaliteit | Ploeg 2017                                 |
| ------------------- | ------------- | ------------- | ------------------------------------------ |
| Pello Bilbao        | 25-02-1990    | Spanje        |                                            |
| Jandos Bïjigitov    | 10-06-1991    | Kazachstan    |                                            |
| Dario Cataldo       | 17-03-1985    | Italië        |                                            |
| Magnus Cort         | 16-01-1993    | Denemarken    | Orica-Scott                                |
| Laurens De Vreese   | 29-09-1988    | België        |                                            |
| Daniil Fominykh     | 28-08-1991    | Kazachstan    |                                            |
| Omar Fraile         | 17-07-1990    | Spanje        | Team Dimension Data                        |
| Jakob Fuglsang      | 22-03-1985    | Denemarken    |                                            |
| Oscar Gatto         | 01-01-1985    | Italië        |                                            |
| Jevgenï Gïdïç       | 19-05-1996    | Kazachstan    | Vino-Astana Motors, stagiair v.a. augustus |
| Dmitri Groezdev     | 13-03-1986    | Kazachstan    |                                            |
| Jesper Hansen       | 23-10-1990    | Denemarken    |                                            |
| Jan Hirt            | 21-01-1991    | Tsjechië      | CCC Sprandi Polkowice                      |
| Hugo Houle          | 27-09-1990    | Canada        | AG2R La Mondiale                           |
| Andrij Hryvko       | 07-08-1983    | Oekraïne      |                                            |
| Tanel Kangert       | 11-03-1987    | Estland       |                                            |
| Truls Engen Korsæth | 16-09-1993    | Noorwegen     |                                            |
| Baqtïyar Qojatajev  | 28-03-1992    | Kazachstan    |                                            |
| Aleksej Loetsenko   | 07-09-1992    | Kazachstan    |                                            |
| Miguel Ángel López  | 04-02-1994    | Colombia      |                                            |
| Riccardo Minali     | 19-04-1995    | Italië        |                                            |
| Moreno Moser        | 25-12-1990    | Italië        |                                            |
| Luis León Sánchez   | 24-11-1983    | Spanje        |                                            |
| Nikita Stalnov      | 14-09-1991    | Kazachstan    |                                            |
| Roeslan Tleoebajev  | 07-03-1987    | Kazachstan    |                                            |
| Sergej Tsjernetski  | 09-04-1990    | Rusland       |                                            |
| Michael Valgren     | 07-02-1992    | Denemarken    |                                            |
| Davide Villella     | 27-06-1991    | Italië        | Cannondale-Drapac                          |
| Artjom Zacharov     | 27-10-1991    | Kazachstan    |                                            |
| Andrej Zejts        | 14-12-1986    | Kazachstan    |                                            |

### Stagiairs
Vanaf 1 augustus 2018
| Naam                  | Geboortedatum | Nationaliteit | Ploeg 2018                      |
| --------------------- | ------------- | ------------- | ------------------------------- |
| Jonas Gregaard Wilsly | 30-07-1996    | Denemarken    | Riwal CeramicSpeed Cycling Team |

### Vertrokken
| Renner          | Ploeg 2018                |
| --------------- | ------------------------- |
| Fabio Aru       | UAE Team Emirates         |
| Matti Breschel  | EF Education First-Drapac |
| Arman Kamysjev  | Vino - Astana Motors      |
| Paolo Tiralongo | gestopt                   |

## Belangrijkste overwinningen
| Ronde van Murcia Winnaar: Luis León Sánchez Trofeo Laigueglia Winnaar: Moreno Moser * Ronde van Oman 4e etappe: Magnus Cort 5e etappe: Miguel Ángel López Eindklassement: Aleksej Loetsenko Jongerenklassement: Miguel Ángel López Ploegenklassement: * 1) Omloop Het Nieuwsblad Winnaar: Michael Valgren Ronde van Langkawi 2e etappe: Riccardo Minali 4e etappe: Riccardo Minali Ronde van het Baskenland 5e etappe: Omar Fraile Amstel Gold Race Winnaar: Michael Valgren Ronde van de Alpen 1e etappe: Pello Bilbao 2e etappe: Miguel Ángel López 4e etappe: Luis Léon Sanchez Ploegenklassement: * 2) | Ronde van Kroatië Jongerenklassement: Jevgenï Gïdïç Ronde van Romandië 1e etappe Omar Fraile 4e etappe Jakob Fuglsang Ronde van Yorkshire 2e etappe: Magnus Cort Ronde van Italië Jongerenklassement: Miguel Ángel López Critérium du Dauphiné 6e etappe: Pello Bilbao Bergklassement: Dario Cataldo Ronde van Zwitserland Ploegenklassement: * 3) Ronde van Oostenrijk 6e etappe: Aleksej Loetsenko Ronde van Frankrijk 14e etappe: Omar Fraile 15e etappe: Magnus Cort Ronde van Polen Ploegenklassement: * 4) Ronde van Burgos 3e etappe: Miguel Ángel López Puntenklassement: Miguel Ángel López | BinckBank Tour 5e etappe: Magnus Cort Arctic Race of Norway Eindklassement: Sergej Tsjernetski Ronde van Almaty 1e etappe: Davide Villella 2e etappe: Luis Léon Sanchez Eindklassement: Davide Villella Puntenklassement: Davide Villella Ronde van Turkije 4e etappe: Aleksej Loetsenko Ronde van Guangxi Ploegenklassement: * 5) Nationale kampioenschappen wielrennen Estland - tijdrit: Tanel Kangert Kazachstan - tijdrit: Daniil Fominykh Kazachstan - wegwedstrijd: Aleksej Loetsenko Oekraïne - tijdrit: Andrij Hryvko |

* Als lid van het landenteam van Italië
* 1) Ploeg Ronde van Oman: Cort, Fraile, Hirt, Kangert, Loetsenko, López, Stalnov
* 2) Ploeg Ronde van de Alpen: Bilbao, Hirt, López, Sanchez, Stalnov, Villella, Zejts
* 3) Ploeg Ronde van Zwitserland: Cort, Fraile, Fuglsang, Gatto, Groezdev, Hansen, Kangert
* 4) Ploeg Ronde van Polen: Bïjigitov, Gïdïç, Loetsenko, Tsjernetski, Villella, Zacharov, Zejts
* 5) Ploeg Ronde van Guangxi: De Vreese, Houle, Hryvko, Minali, Sanchez, Tsjernetski, Villella
2005 · 2006 · 2007 · 2008 · 2009 · 2010 · 2011 · 2012 · 2013 · 2014 · 2015 · 2016 · 2017 · 2018 · 2019 · 2020 · 2021 · 2022 · 2023 · 2024 · 2025
AG2R-La Mondiale · Astana Pro Team · Bahrain-Merida · BMC Racing Team · BORA-hansgrohe · Groupama-FDJ · Lotto Soudal · Mitchelton-Scott · Movistar Team · Quick-Step · Team Dimension Data · Team EF Education First-Drapac p/b Cannondale · Team Katjoesja Alpecin · Team LottoNL-Jumbo · Team Sky · Team Sunweb · Trek-Segafredo · UAE Team Emirates